# حاج میر بهاءالدین زنجانی
حاج میربهاءالدین زنجانی از تجار و خیرین شهر زنجان بوده‌است. از موقوفات او می‌توان به پل میربهاءالدین و حمام واقع در بازار زنجان که به حمام میربهاء یا حمام میرلی معروف است و مسجد حاج تقی اشاره کرد.
محله‌ای به نام قلعه‌چه میربهاء نیز به نام خاندان او همچنان در شهر زنجان وجود دارد.

## تولد و خانواده
میربهاءالدین به سال ۱۲۳۴ ه‍.ق) برابر با ۱۱۹۳ ه‍.ش) در شهر زنجان پا به عرصه وجود گذاشت. پدرش میرمسیحا و او فرزند قاضی جلال بود که از طرف سلطان وقت به سمت قاضی القضات زنجان (خمسه) منسوب گشته بود.
دو فرزند دیگر قاضی جلال به نام‌های میررفیعا و نظام العلماء نیز از مشاهیر زنجان به‌شمار می‌آیند.
معروف است که میربهاءالدین در سال مجاعه (سال قحطی ۱۲۶۶ به قولی ۱۲۸۸ ه‍.ق) با احسان‌ها و بخشش‌های خود، مردم بسیاری را از مرگ حتمی رهایی بخشید. او ابنیه و موقوفات فراوانی از خود به جای گذاشت و پس از قریب به ۷۶ سال عمر، در سال ۱۲۶۹ خورشیدی در زنجان درگذشت.

## فهرست موقوفات
آثار موقوفه باقی مانده از حاج میربهاءالدین شامل موارد زیر می‌شود:
1. سه دانگ از قریه دگرمان دره‌سی
2. شش دانگ حمام واقع در راسته بازار زنگان
3. یک باب آب انبار بزرگ واقع در خیابان امام زنجان
4. یک باب مسجد واقع در خیابان امام زنجان
5. شش دانگ قریه بنام سهله
6. پل رودخانه زنجان چایی

- ۷- تعداد سی و شش(۳۶) باب دکان واقع در میدان آهنگران بازار زنجان

1. شش دانگ قنات میربهاء واقع در شهر زنجان
2. پل رودخانه قزل اوزن